# La Chapelle-sur-Erdre
La Chapelle-sur-Erdre is een gemeente in het Franse departement Loire-Atlantique (regio Pays de la Loire). De gemeente telde 20.483 inwoners op 1 januari 2022. De plaats maakt deel uit van het arrondissement Nantes.

## Geografie
De oppervlakte van La Chapelle-sur-Erdre bedroeg op 1 januari 2022 33,42 vierkante kilometer; de bevolkingsdichtheid was toen 612,9 inwoners per km².
De onderstaande kaart toont de ligging van La Chapelle-sur-Erdre met de belangrijkste infrastructuur en aangrenzende gemeenten.

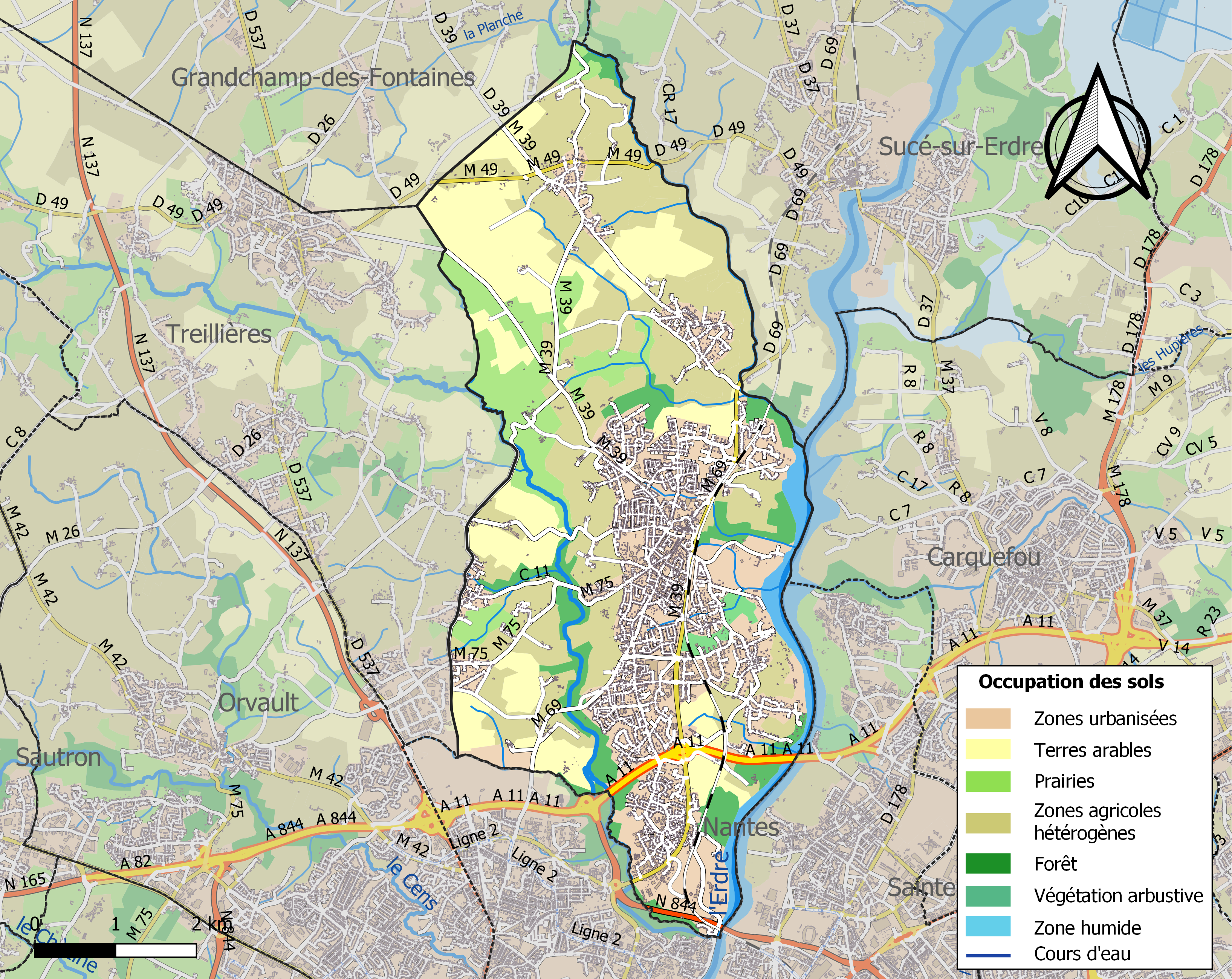

## Demografie
Onderstaande figuur toont het verloop van het inwonertal (bron: INSEE-tellingen).